# Moritz Vogel

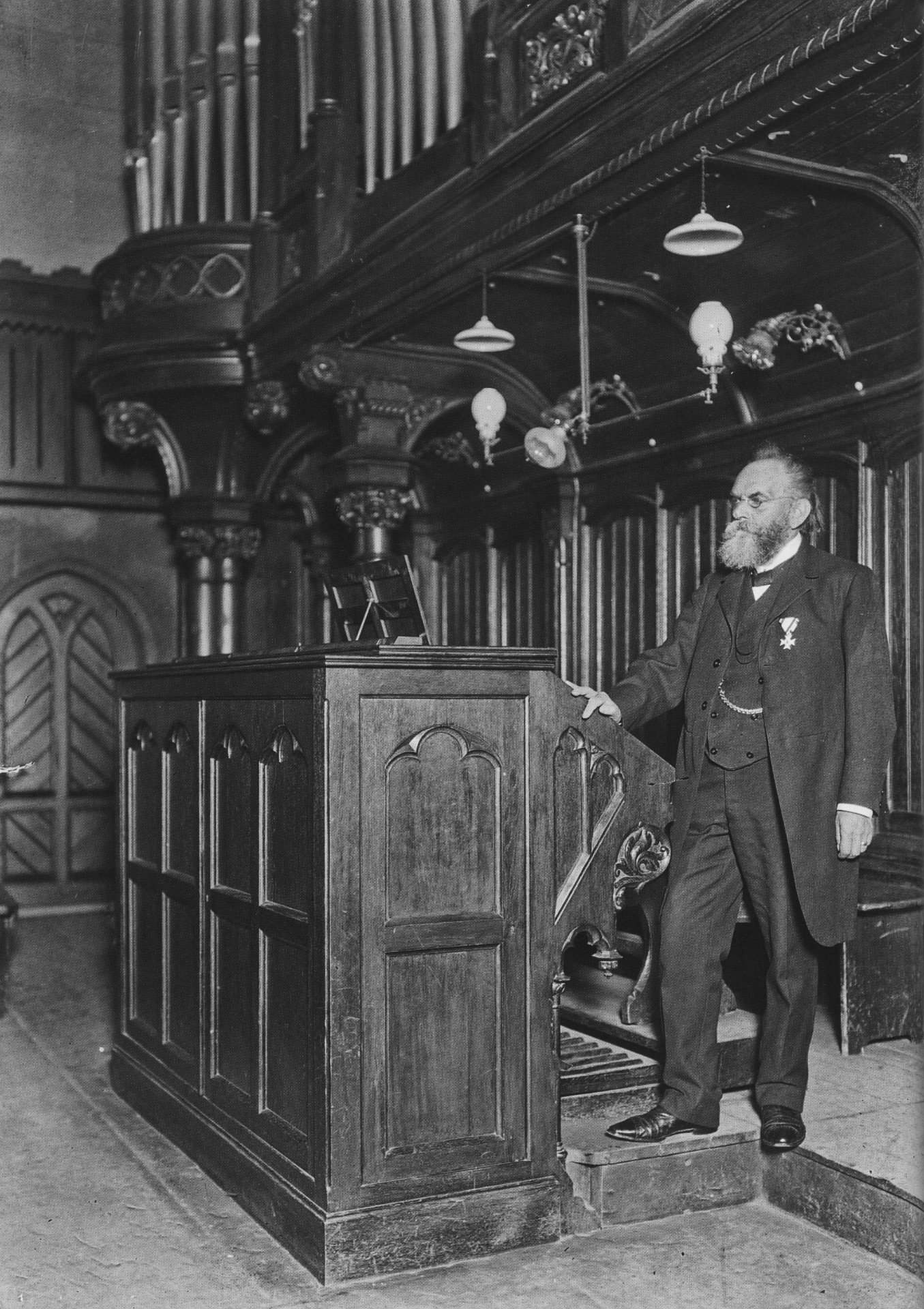
Musikdirektor Prof. Moritz Vogel an der Orgel der Matthäikirche in Leipzig

Moritz Wilhelm Vogel (* 9. Juli 1846 in Sorau, Landkreis Sohrau; † 30. Oktober 1922 in Leipzig) war ein deutscher Organist, Komponist, Musikpädagoge und Musikkritiker.

## Leben

### Ausbildung
Moritz Vogel erhielt seine erste musikalische Ausbildung am Musiklehrerseminar in Steinau an der Oder. Er war dort Schüler von Ernst Heinrich Leopold Richter. Anschließend besuchte er das Konservatorium in Leipzig, wo er sich zum Organisten und Gesangslehrer ausbilden ließ.

### Tätigkeit
Leipzig blieb fortan sein Lebensmittelpunkt. Hier prägte er als Organist und Kantor während seiner über 25-jährigen Tätigkeit das musikalische Leben der Stadt. 1885 wurde ihm die Gründung und Leitung des Chores für die neuerbaute Peterskirche, dem ersten und einzigen Kirchenchor, der damals neben dem Thomanerchor in der Stadt existierte, übertragen.
Ab Ostern 1888 erging an Vogel die Aufforderung, auch für die Matthäikirche als Chorleiter zu fungieren und mit Hilfe eines Präfekten an beiden Gemeinden Dienst zu tun. 1892 wurde er zum Organisten der Matthäikirche ernannt, was zur Folge hatte, dass er das Amt des Chorleiters der Peterskirche niederlegte.
Neben seiner kirchenmusikalischen Tätigkeit leitete Vogel den Chorgesangverein Ossian zur Pflege geistlicher Musik. Mit diesem Chor begründete Vogel die Tradition der sogenannten „billigen Konzerte“, bei denen keine festen Eintrittsgelder, sondern nur freiwillige Spenden verlangt wurden.
Auf Grund seiner besonderen pädagogischen Begabung war Vogel zudem ein gesuchter Klavier- und Gesangslehrer. 1885 wurde er als Musiklehrer an die Städtische Fortbildungsschule für Mädchen berufen. Mit dem 29. August 1894 erfolgte seine Anstellung als Fachlehrer für Musik an der städtischen Höheren Schule für Mädchen am heutigen Gaudigplatz, welcher ab 1899 auch ein Lehrerinnenseminar angeschlossen war. Am 7. September 1903 wurde ihm der Titel Musikdirektor verliehen und im Jahr 1914 wurde er zum Professor ernannt.
1901 veröffentlichte er im Leipziger Verlag Hugo & Co. die Geschichte der Musik von den ersten Anfängen christlicher Musik herab bis auf die Gegenwart speziell des deutschen Volksliedes kurz und leicht fasslich dargestellt. 1928 erschien im selben Verlag die 28. Auflage seines Liederbuch für Höhere Mädchenschulen. Sammlung ein-, zwei-, drei- und vierstimmiger Lieder und Gesänge geistlichen und weltlichen Inhalts.
Als Komponist veröffentlichte er Klavierstücke, Kantaten, Chormusik, Duette und Lieder. Bis in die jüngste Gegenwart wurden einzelne Schriften und Kompositionen von Moritz Vogel neu aufgelegt, zuletzt 2003 in der Reihe Das 19. Jahrhundert – Motettenkompositionen seine bekannte Vertonung der Seligpreisungen (op. 66,2).
Anlässlich seines Ausscheidens aus dem Lehrdienst an der II. Höheren Mädchenschule mit Lehrerinnenseminar am 1. Oktober 1914 hieß es in der Abschiedsrede über ihn: „Die Kunst, der Du Dein Leben geweiht hast, hat sich bei Dir auch unmittelbar ausgewirkt als Lebenskunst. In einer glücklichen Verbindung von Kunst und Wirklichkeitssinn lehrtest Du uns Harmonielehre des Lebens.“
Bereits drei Jahre nach der Verabschiedung in den Ruhestand erlitt er einen Schlaganfall, von dem er sich nur mühsam erholte. Sein Instrument, die Orgel, konnte er nicht mehr spielen.
In einem Nachruf auf seinen 1922 erfolgten Tod hieß es: „Einem schöpferischen Wirken auf dem weiten Felde musikalischer Kunst und Lehre wurde ein Ziel gesetzt. Ein reicher, vornehmer Mensch und Künstler ging dahin, uns ein treuer, lieber Freund.“
Moritz Vogel wurde unter großer Anteilnahme auf dem Neuen Johannisfriedhof in Leipzig beerdigt.

## Werke (Auswahl)

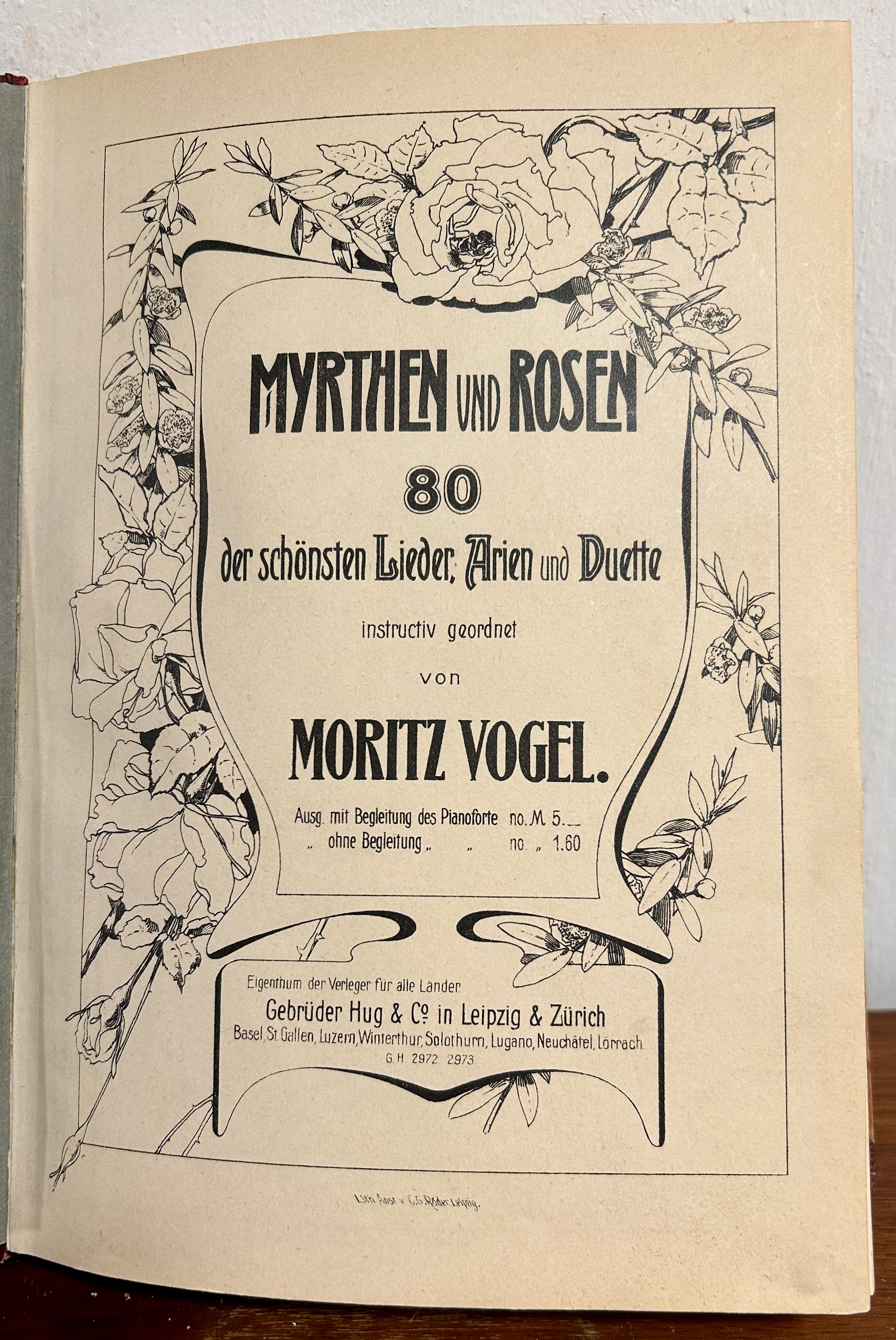
Liedersammlung
"Myrthen und Rosen"

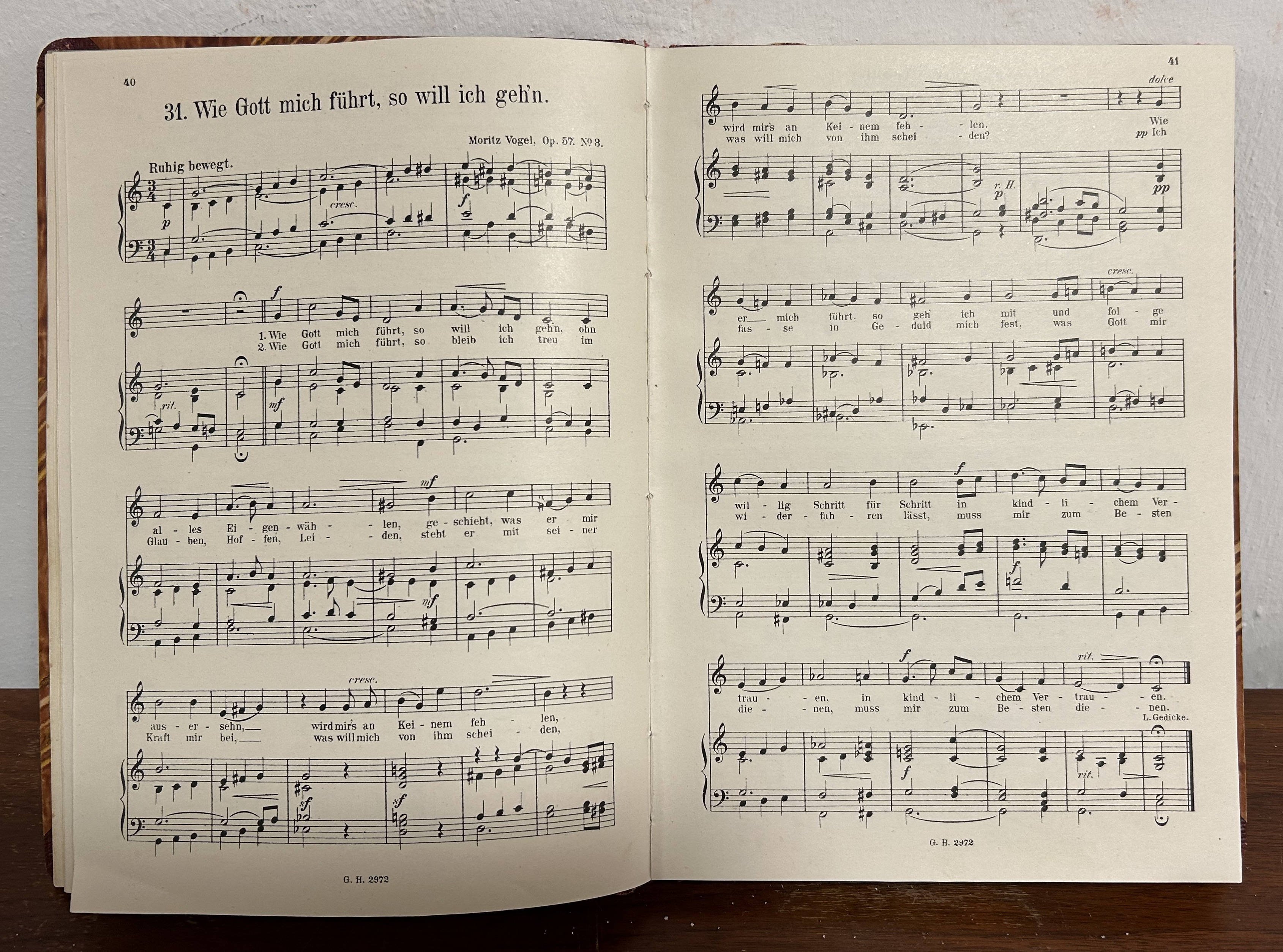
"Wie Gott mich führt"

- Moritz Vogel: Neuer deutscher Jugendsang: 43 ein- und mehrstimmige Lieder für Schule und Haus komponiert, Leipzig 1881
- Moritz Vogel: Ossian. Einhundert geistliche und weltliche Gesänge älterer und neuerer Komponisten für Männerchor, Leipzig, Merseburger, 1884
- Moritz Vogel: Brautlied. Dichtung aus „Palmblätter“ von K. Gerok für gemischten Chor, Leipzig, Licht & Meyer, um 1890
- Moritz Vogel: Liederschatz für Frauenchor. Hundert beliebte Volks- und andere Lieder für zwei Soprane und Alt, Leipzig, Peters, um 1890
- Moritz Vogel: Das Tonsystem und die Notenschrift im Anschluss an den Schulgesangunterricht entwickelt und jüngeren Gesanglehrern zur Anregung, Leipzig, Hesse, 1891
- Moritz Vogel: Liederschatz für gemischten Chor. 100 beliebte Volks- und andere Lieder für Sopran, Alt, Tenor und Bass, Leipzig, Peters, 1900
- Moritz Vogel: Praktischer Lehrgang für den Klavier-Unterricht vom ersten Anfange bis zur Mittelstufe, Leipzig, Leuckart, o. J. [mehrbändiges Werk]
- Moritz Vogel: Geschichte der Musik von den Anfängen christlicher Musik herab bis auf die Gegenwart, Leipzig, Gebr. Hug & Co., 1901
- Moritz Vogel: Der Gesangunterricht in der Volksschule mit besonderer Berücksichtigung der Unter- und Mittelstufe, Leipzig, Gebr. Hug & Co, um 1913
- Moritz Vogel: Fünfundzwanzig Jahre Chordienst an der Kirche zu St. Matthäi zu Leipzig, Leipzig [s. n.], 1913
- Moritz Vogel: Liederbuch für höhere Mädchenschulen. Mittelstufe, Leipzig, Gebr. Hug & Co, 1914, 24. Aufl.
- Moritz Vogel: Liederbuch für höhere Mädchenschulen. Unterstufe, Leipzig, Gebr. Hug & Co, 1917, 15. Aufl.
- Moritz Vogel: Liederbuch für höhere Mädchenschulen. Oberstufe, Leipzig, Gebr. Hug & Co, 1918, 31. Aufl.
- Moritz Vogel: Mädchenlieder für zwei Singstimmen, Leipzig, Gebr. Hug & Co., 1920, Schulausg. 4. Aufl.
- Moritz Vogel, Myrten und Rosen. 87 der schönsten Lieder, Arien u. Duette in mittl. Stimmlage mit Klavierbegl.; hrsg. u. instruktiv geordnet von Rudolf Dost, Leipzig; Zürich, Hug, 1928
- Moritz Vogel: Frühlingslied. Felix Mendelssohn Bartholdy, Zürich, Hug & Co., 1955, Chor-Part. m. Solo
- Moritz Vogel: Die ersten Vorspielstücke zur Verwendung beim Klavierunterricht, Leipzig, Peters, 1957, [Neudr.]
- Moritz Vogel: Zauberflöten-Sonate, Wiesbaden, Breitkopf und Härtel, 1980
- Moritz Vogel: Selig sind die Barmherzigen, München, Friedemann Strube, 2003, Partitur